# Dragons impériaux et royaux
Les dragons impériaux et royaux (allemand: KuK Dragoner ; hongrois: Császári és Királyi Dragonyosok) constituent, avec les Ulans et les hussards impériaux et royaux, la cavalerie austro-hongroise, de 1867 à la chute de l'empire en 1918. Contrairement aux deux unités précédemment nommées, les dragons ne sont présents après 1894 qu'au sein de l'armée commune (ou Heer).

## Structure
L'armée commune compte habituellement 15 régiments de  dragons. Traditionnellement, les dragons recrutaient la plupart de leurs soldats dans les régions germanophones et tchèques de l'Empire. Les régiments étaient tous stationnés en Cisleithanie. Chaque régiment se compose de deux bataillons, et chaque bataillon de trois compagnies (eskadronen).
En 1869 sont créés douze escadrons de dragons de Landwehr au sein de l'Armée territoriale impériale-royale autrichienne. Regroupés en trois régiments en 1883, ils deviennent en 1894 des régiments de ulans de Landwehr.

## Liste des régiments
- 1er régiment de dragons de Bohême (empereur François Ier) (Böhmisches Dragoner-Regiment „Kaiser Franz I.“ Nr. 1)
- 2e régiment de dragons (comte de Paar) (Böhmisches Dragoner-Regiment „Graf Paar“ Nr. 2)
- 3e régiment de dragons de Basse-Autriche (Frédéric Auguste roi de Saxe) (Niederösterreichisches Dragoner-Regiment „Friedrich August König von Sachsen“ Nr. 3)
- 4e régiment de dragons de Haute-Autriche et de Salzbourg (empereur Ferdinand) (Oberösterreichisch-Salzburgisches Dragoner-Regiment „Kaiser Ferdinand I.“ Nr. 4)
- 5e régiment de dragons de Styrie, Carinthie et Carniole (Nicolas Ier, empereur de Russie) (Steirisch-Kärntnerisch-Krainerisches Dragoner-Regiment „Nikolaus I. Kaiser von Rußland“ Nr. 5)
- 6e régiment de dragons moraves (Frederick Francis, grand-duc de Mecklenburg-Schwerin) (Mährisches Dragoner-Regiment „Friedrich Franz IV. Großherzog von Mecklenburg-Schwerin“ Nr. 6)
- 7e régiment de dragons de Bohême (duc de Lorraine) (Böhmisches Dragoner-Regiment „Herzog von Lothringen“ Nr. 7)
- 8e régiment de dragons de Bohême (comte de Montecuccoli) (Böhmisches Dragoner-Regiment „Graf Montecuccoli“ Nr. 8)
- 9e régiment dragons de Galice et de Bucovine (archiduc Albert) (Galizisch-Bukowina'sches-Dragoner Regiment „Erzherzog Albrecht“ Nr. 9)
- 10e régiment de dragons de Bohême (prince de Liechtenstein) (Böhmisches Dragoner-Regiment „Fürst von Liechtenstein“ Nr. 10)
- 11e régiment de dragons (empereur) (Mährisches Dragoner-Regiment „Kaiser“ Nr. 11)
- 12e régiment de dragons de Bohême (Nicolas Nikolaevich, grand prince de Russie) (Böhmisches Dragoner-Regiment „Nikolaus Nikolajewitsch Großfürst von Rußland“ Nr. 12)
- 13e régiment de dragons de Bohême (Eugène, prince de Savoie) (Böhmisches Dragoner-Regiment „Eugen Prinz von Savoyen“ Nr. 13)
- 14e régiment de dragons de Bohême (prince de Windisch-Graetz) (Böhmisches Dragoner-Regiment „Fürst zu Windisch-Graetz“ Nr. 14)
- 15e régiment de dragons de Basse-Autriche et Moravie (archiduc Joseph) (Niederösterreich-Mährisches Dragoner-Regiment „Erzherzog Joseph“ Nr. 15)

## Galerie

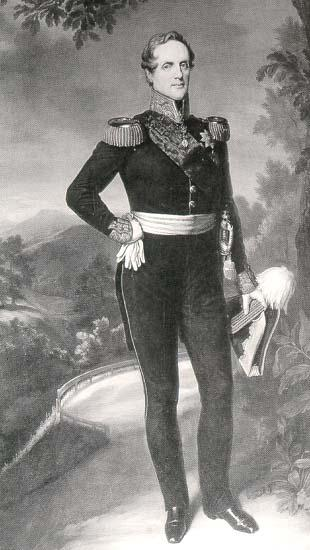
Roi Frédéric-Auguste Ier de Saxe colonel-général du 3e dragons
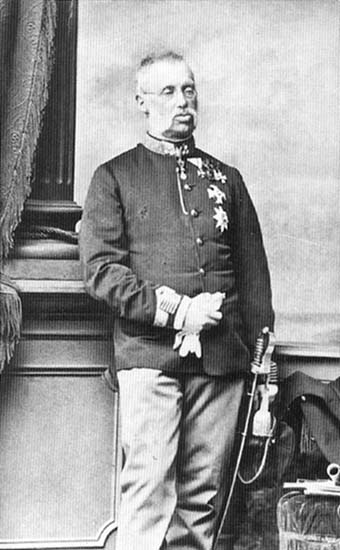
Archiduc Albert de Teschen (1817-1895) colonel-général à perpétuité du 9e dragons
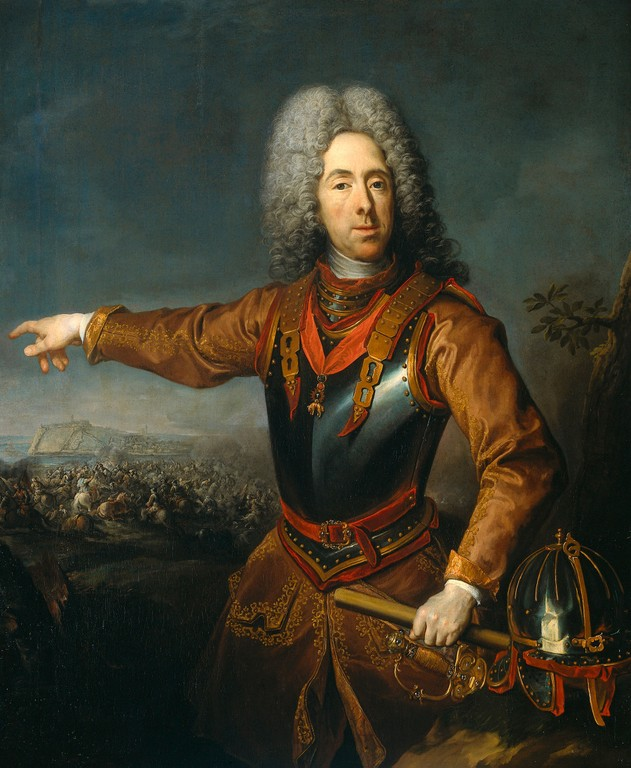
Prince Eugène de Savoie-Carignan colonel-général à perpétuité du 13e dragons
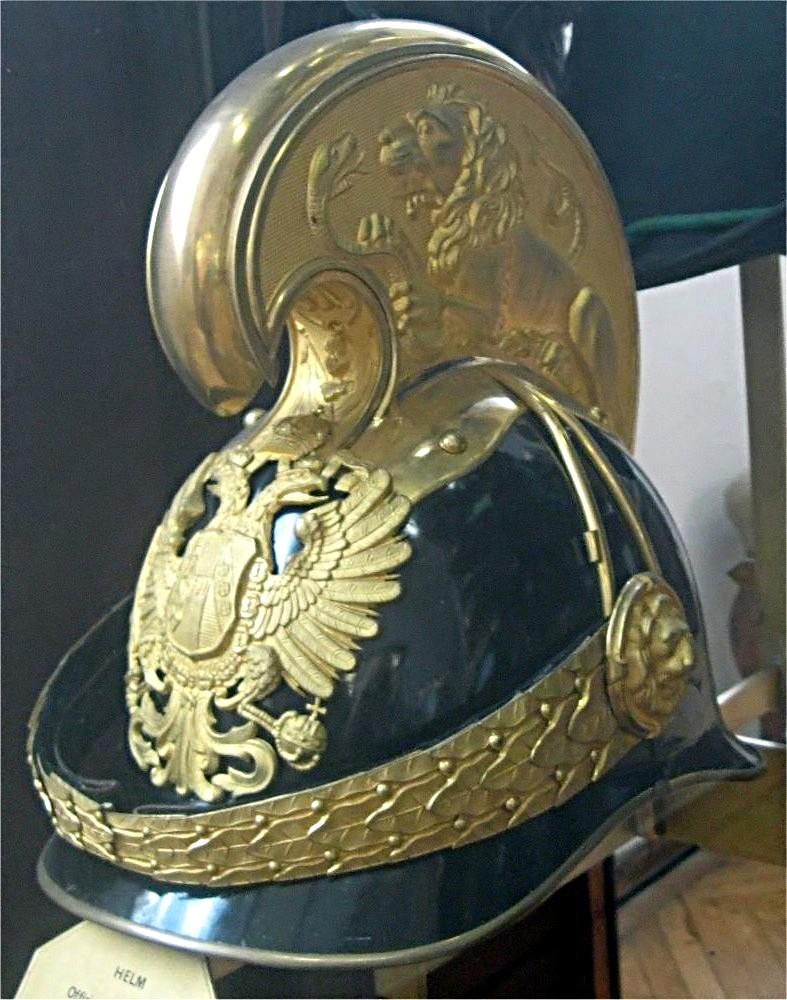
Casque à cimier d'officier de dragon KuK
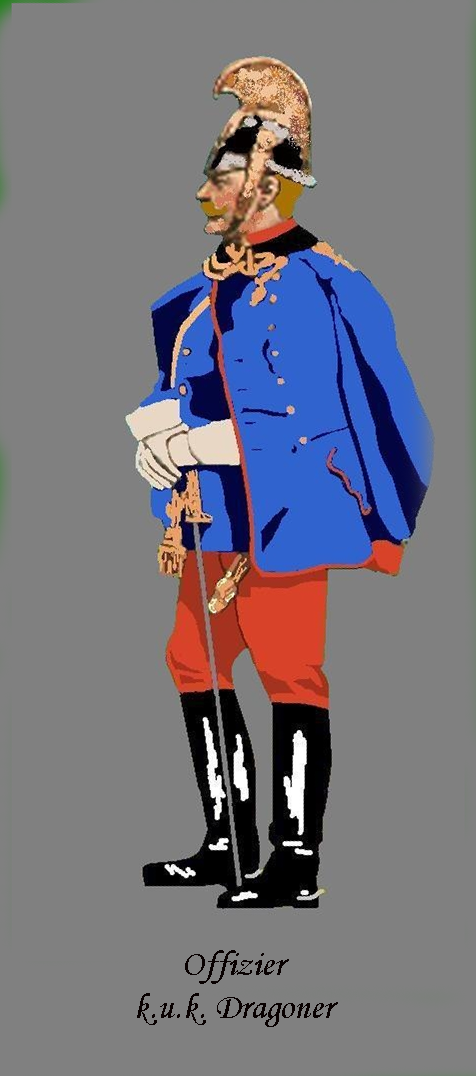
Officier de dragons KuK
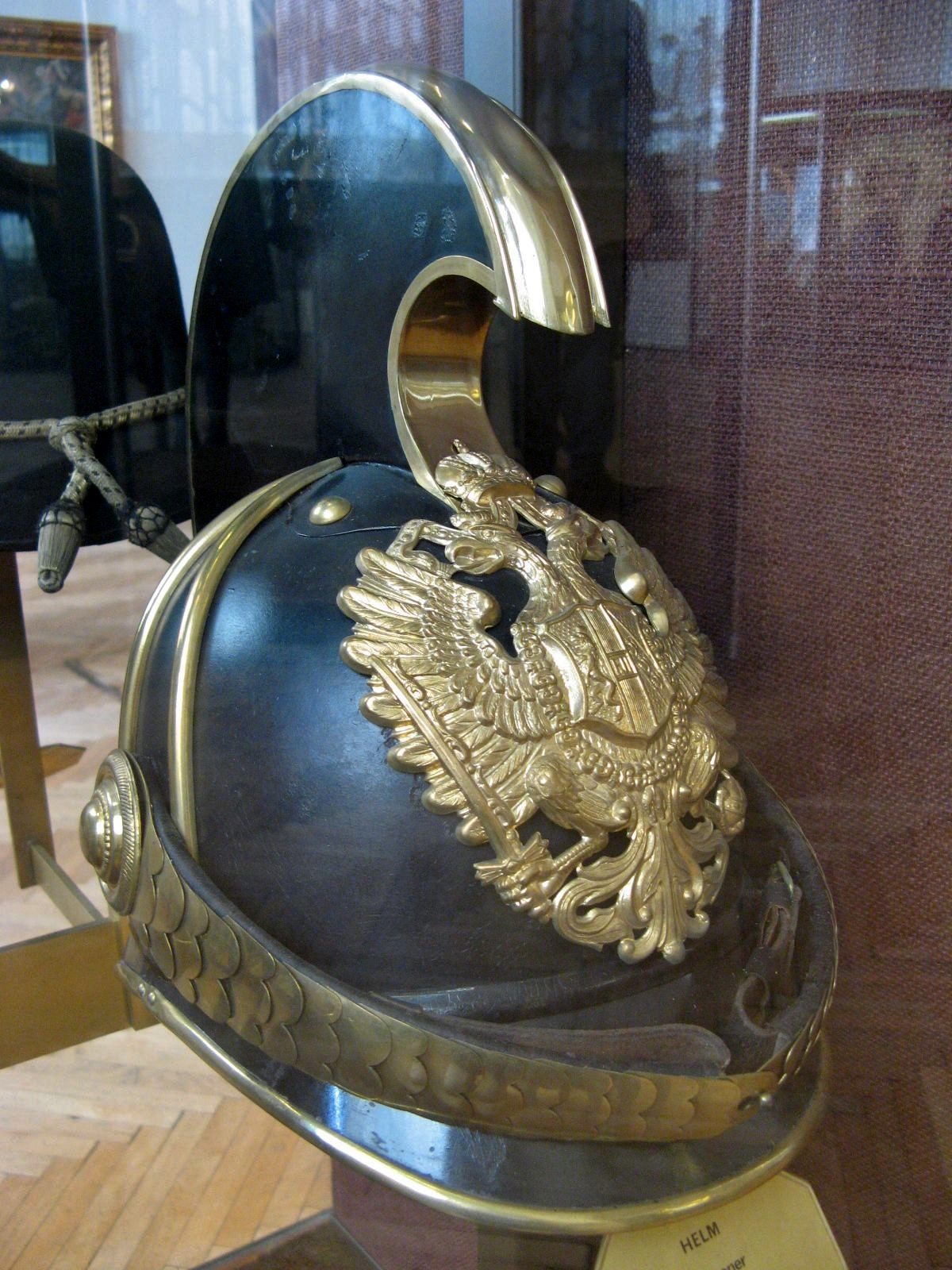
Casque à cimier d'un soldat (troupe) de dragons KuK
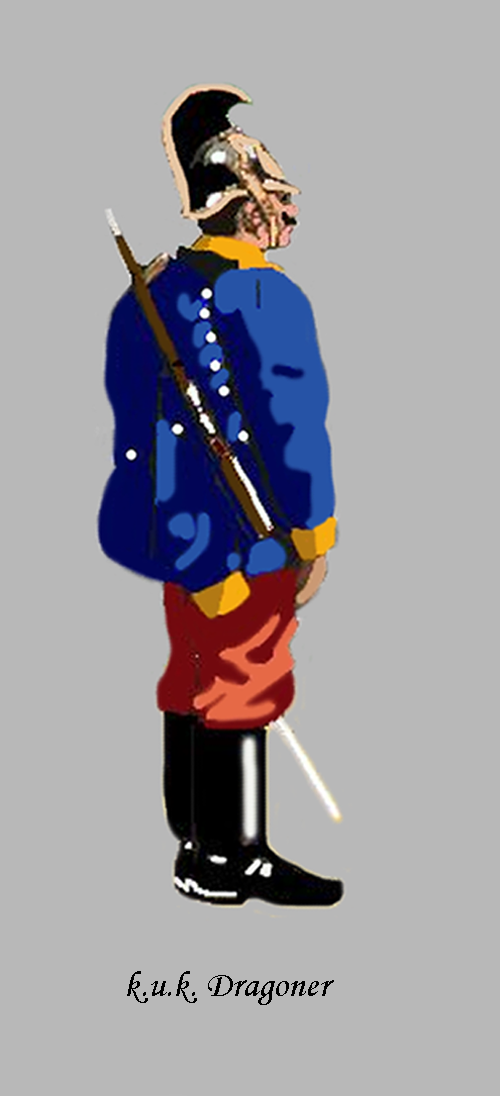
Soldat (troupe) de dragon KuK